# Mansempuy
Mansempuy (Mansenpuèi en gascon) est une commune française située dans l'est du département du Gers, en région Occitanie. Sur le plan historique et culturel, la commune est dans le Fézensaguet, un petit pays gascon, ancienne vicomté se situant entre l'Armagnac et la Lomagne.
Exposée à un climat océanique altéré, elle est drainée par l'Orbe, le ruisseau de la Barage et par divers autres petits cours d'eau. La commune possède un patrimoine naturel remarquable composé d'une zone naturelle d'intérêt écologique, faunistique et floristique.
Mansempuy est une commune rurale qui compte 58 habitants en 2022, après avoir connu un pic de population de 321 habitants en 1851.

## Géographie

### Communes limitrophes
Les communes limitrophes sont  Maravat, Mauvezin, Puycasquier, Saint-Antonin et Sérempuy.
| Maravat     | Sérempuy      |          |
| Puycasquier | Mansempuy     | Mauvezin |
|             | Saint-Antonin |          |

### Géologie et relief
Mansempuy se situe en zone de sismicité 1 (sismicité très faible).

### Hydrographie

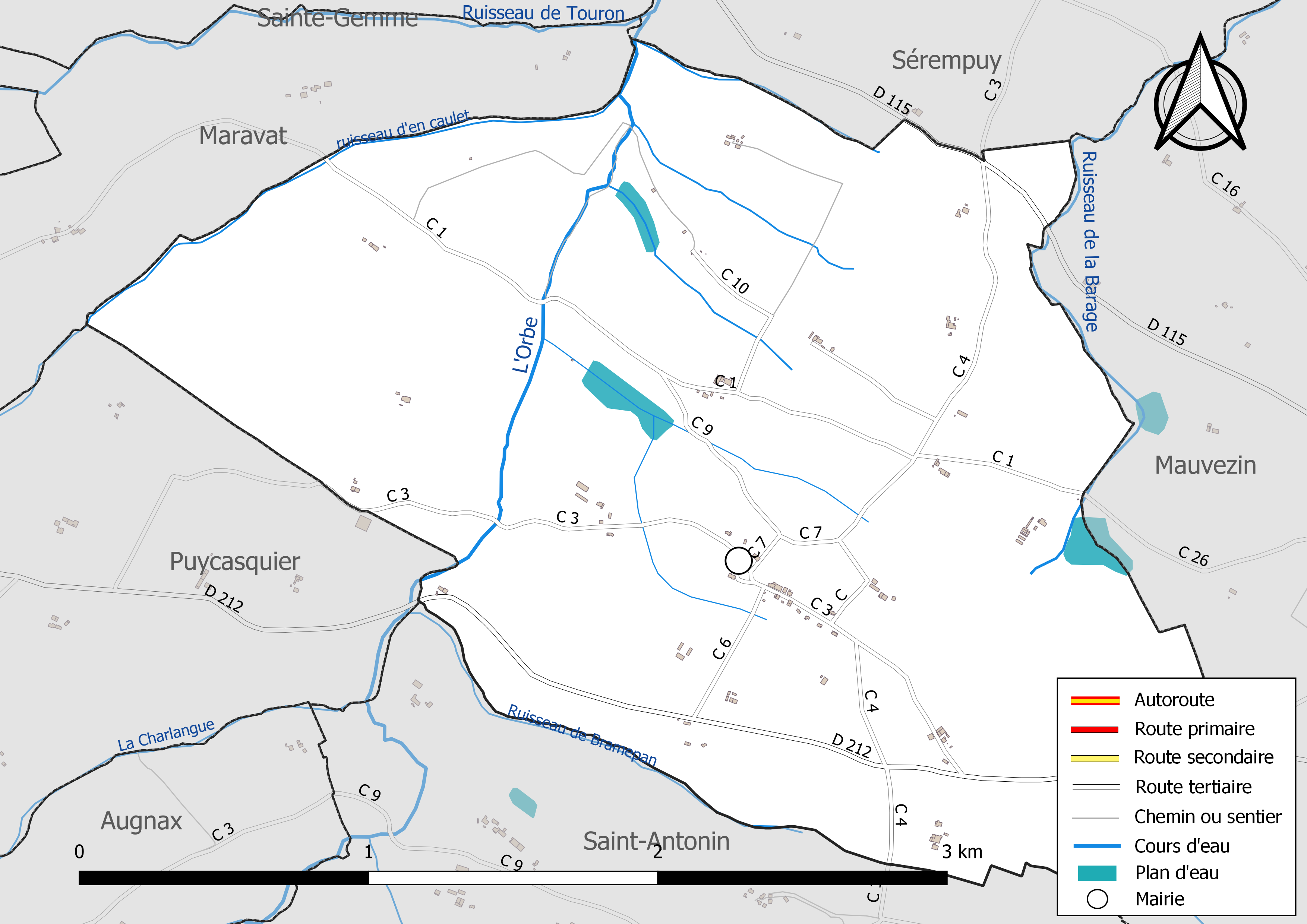
Réseaux hydrographique et routier de Mansempuy.

La commune est dans le bassin de la Garonne, au sein du bassin hydrographique Adour-Garonne. Elle est drainée par l'Orbe, le ruisseau de la Barage, le ruisseau de Bramepan, le ruisseau d'en caulet et par divers petits cours d'eau, qui constituent un réseau hydrographique de 7 km de longueur totale,.
L'Orbe, d'une longueur totale de 16,6 km, prend sa source dans la commune de Crastes et s'écoule du sud-ouest vers le nord-est. Il traverse la commune et se jette dans l'Arrats à Monfort, après avoir traversé 9 communes.

### Climat
Pour des articles plus généraux, voir Climat de l'Occitanie et Climat du Gers.
En 2010, le climat de la commune est de type climat du Bassin du Sud-Ouest, selon une étude s'appuyant sur une série de données couvrant la période 1971-2000. En 2020, Météo-France publie une typologie des climats de la France métropolitaine dans laquelle la commune est exposée à un climat océanique altéré et est dans la région climatique Aquitaine, Gascogne, caractérisée par une pluviométrie abondante au printemps, modérée en automne, un faible ensoleillement au printemps, un été chaud (19,5 °C), des vents faibles, des brouillards fréquents en automne et en hiver et des orages fréquents en été (15 à 20 jours).
Pour la période 1971-2000, la température annuelle moyenne est de 13 °C, avec une amplitude thermique annuelle de 15,7 °C. Le cumul annuel moyen de précipitations est de 698 mm, avec 9,5 jours de précipitations en janvier et 5,8 jours en juillet. Pour la période 1991-2020, la température moyenne annuelle observée sur la station météorologique la plus proche, située sur la commune de Sainte-Anne à 12 km à vol d'oiseau, est de 13,6 °C et le cumul annuel moyen de précipitations est de 676,2 mm,. Pour l'avenir, les paramètres climatiques de la commune estimés pour 2050 selon différents scénarios d'émission de gaz à effet de serre sont consultables sur un site dédié publié par Météo-France en novembre 2022.

### Milieux naturels et biodiversité

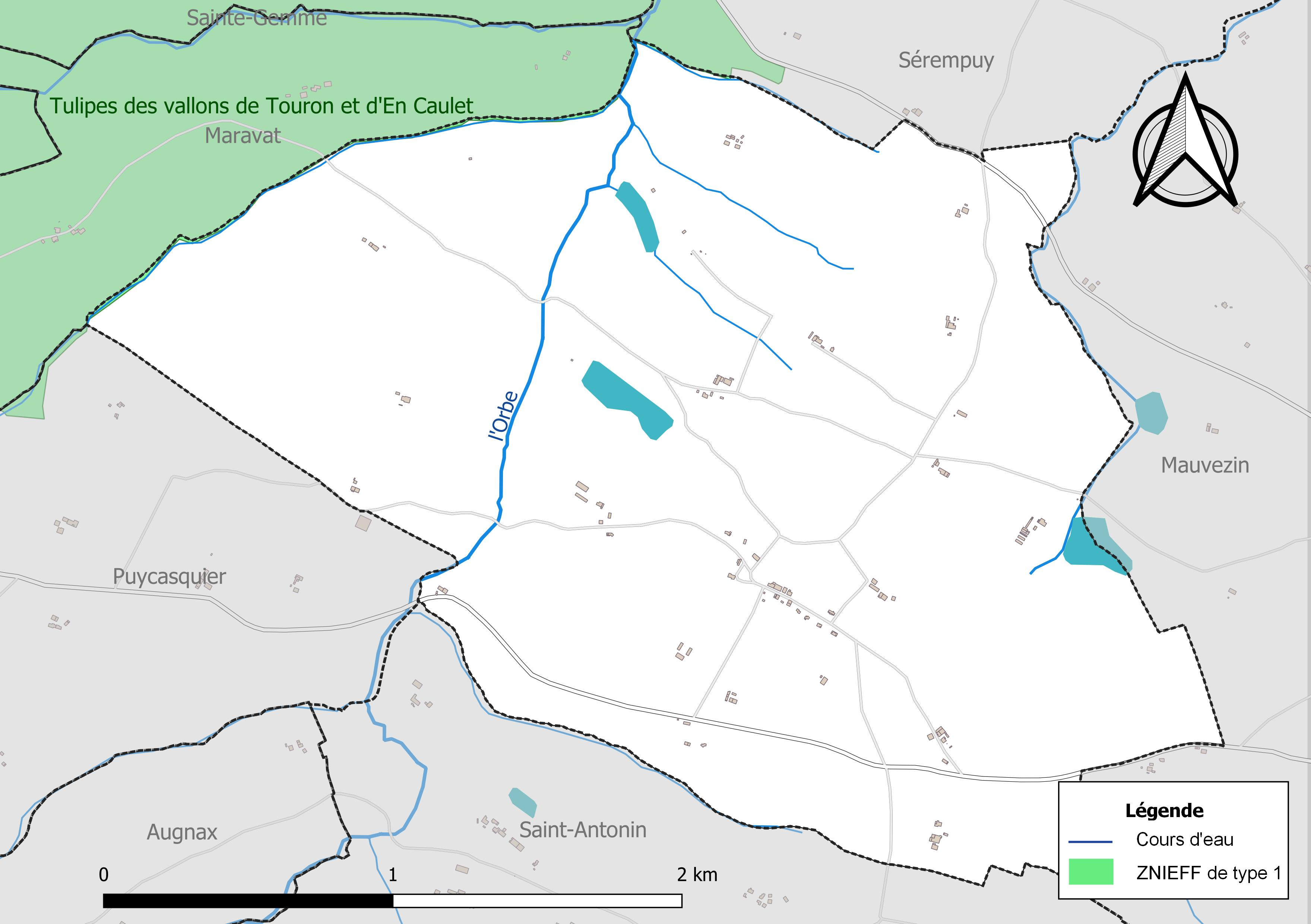
Carte de la ZNIEFF de type 1 localisée sur la commune.

L’inventaire des zones naturelles d'intérêt écologique, faunistique et floristique (ZNIEFF) a pour objectif de réaliser une couverture des zones les plus intéressantes sur le plan écologique, essentiellement dans la perspective d’améliorer la connaissance du patrimoine naturel national et de fournir aux différents décideurs un outil d’aide à la prise en compte de l’environnement dans l’aménagement du territoire.
Une ZNIEFF de type 1 est recensée sur la commune :
les « tulipes des vallons de Touron et d'En Caulet » (345 ha), couvrant 5 communes du département.

## Urbanisme

### Typologie
Au 1er janvier 2024, Mansempuy est catégorisée commune rurale à habitat très dispersé, selon la nouvelle grille communale de densité à sept niveaux définie par l'Insee en 2022.
Elle est située hors unité urbaine et hors attraction des villes,.

### Occupation des sols
L'occupation des sols de la commune, telle qu'elle ressort de la base de données européenne d’occupation biophysique des sols Corine Land Cover (CLC), est marquée par l'importance des territoires agricoles (98,2 % en 2018), une proportion identique à celle de 1990 (98,2 %). La répartition détaillée en 2018 est la suivante : 
terres arables (92,4 %), prairies (5,8 %), forêts (1,8 %). L'évolution de l’occupation des sols de la commune et de ses infrastructures peut être observée sur les différentes représentations cartographiques du territoire : la carte de Cassini (XVIIIe siècle), la carte d'état-major (1820-1866) et les cartes ou photos aériennes de l'IGN pour la période actuelle (1950 à aujourd'hui).

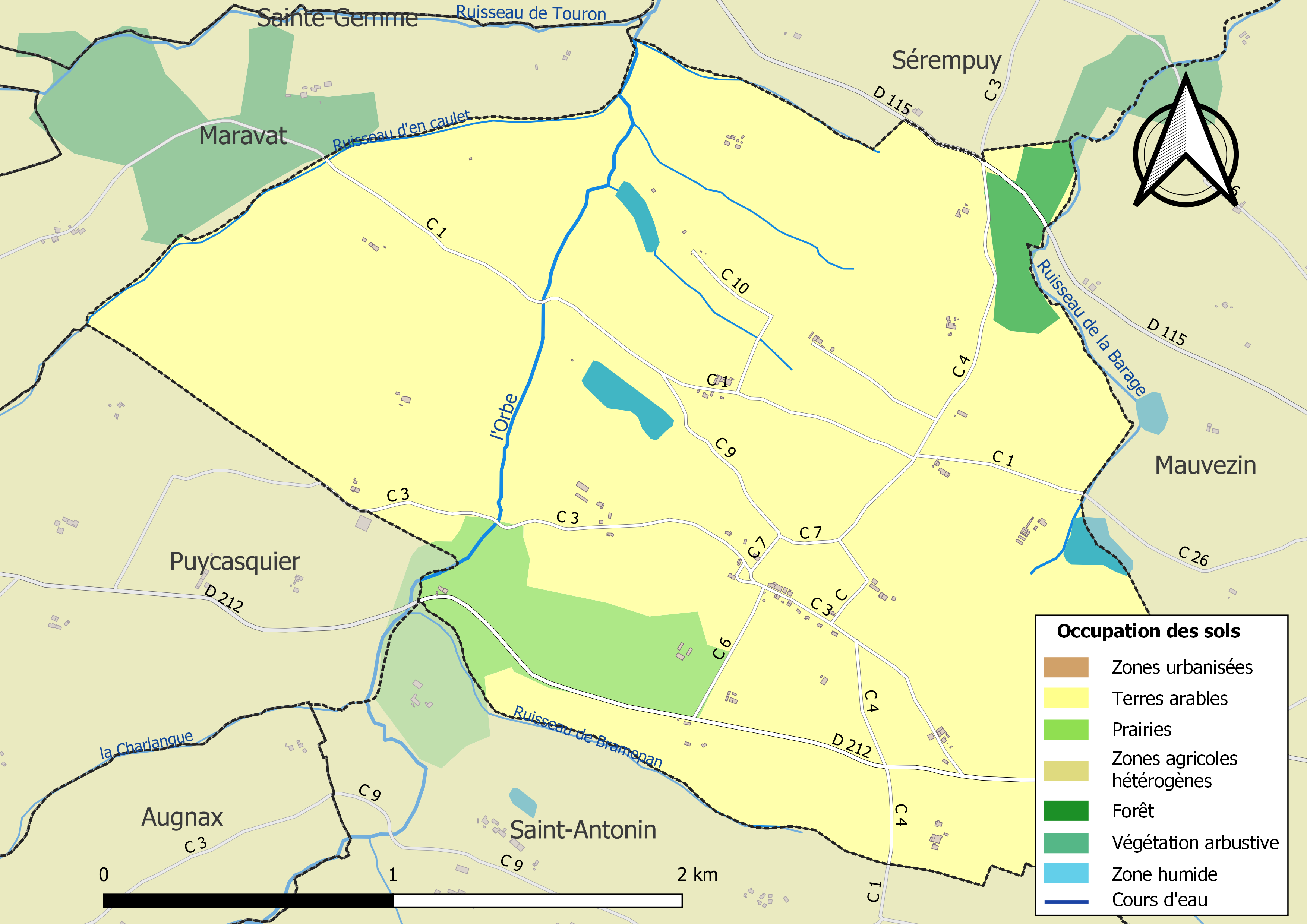
Carte des infrastructures et de l'occupation des sols de la commune en 2018 (CLC).

### Risques majeurs
Le territoire de la commune de Mansempuy est vulnérable à différents aléas naturels : météorologiques (tempête, orage, neige, grand froid, canicule ou sécheresse) et séisme (sismicité très faible). Un site publié par le BRGM permet d'évaluer simplement et rapidement les risques d'un bien localisé soit par son adresse soit par le numéro de sa parcelle.

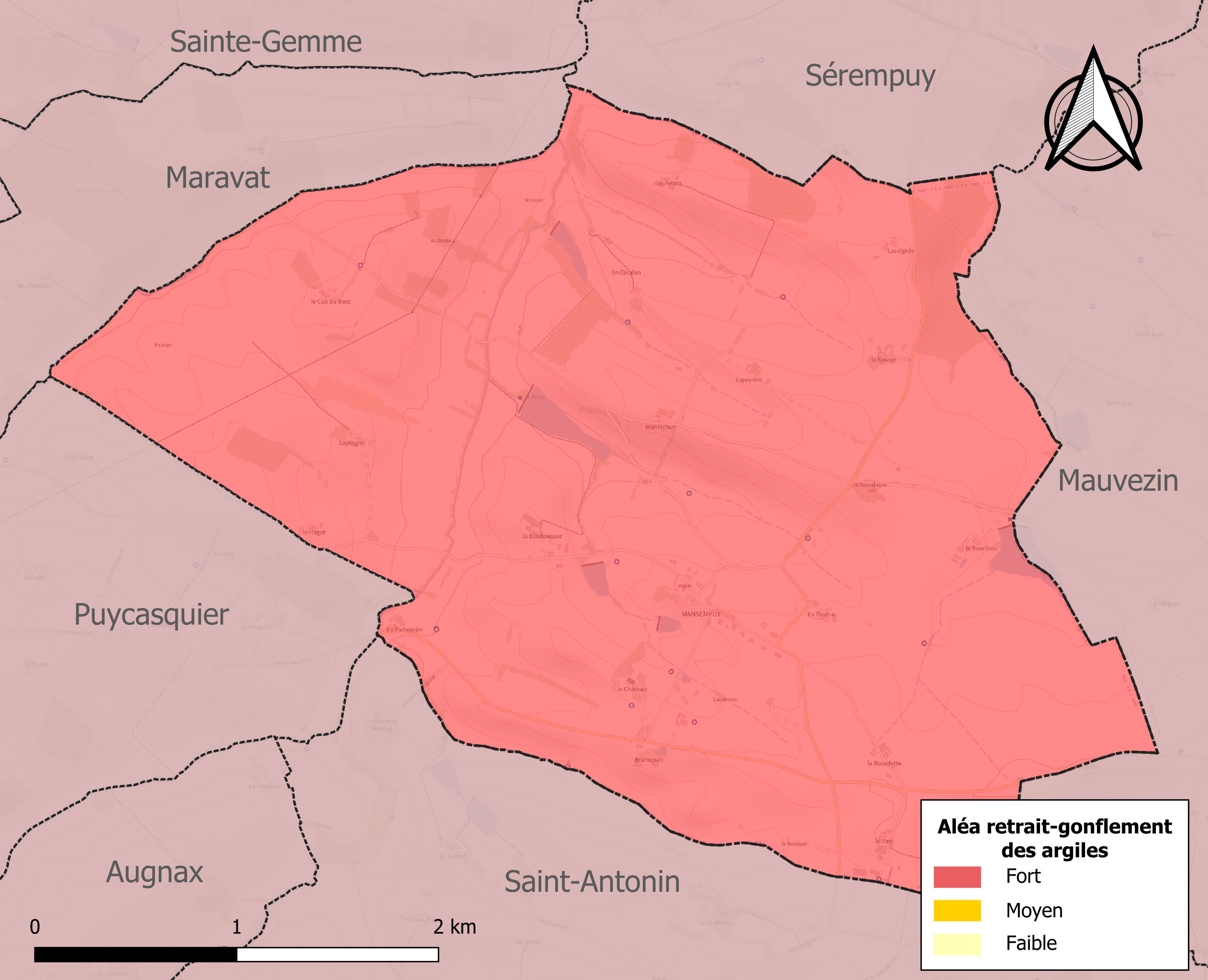
Carte des zones d'aléa retrait-gonflement des sols argileux de Mansempuy.

Le retrait-gonflement des sols argileux est susceptible d'engendrer des dommages importants aux bâtiments en cas d’alternance de périodes de sécheresse et de pluie. La totalité de la commune est en aléa moyen ou fort (94,5 % au niveau départemental et 48,5 % au niveau national). Sur les 39 bâtiments dénombrés sur la commune en 2019, 39 sont en aléa moyen ou fort, soit 100 %, à comparer aux 93 % au niveau départemental et 54 % au niveau national. Une cartographie de l'exposition du territoire national au retrait gonflement des sols argileux est disponible sur le site du BRGM,.
Par ailleurs, afin de mieux appréhender le risque d’affaissement de terrain, l'inventaire national des cavités souterraines permet de localiser celles situées sur la commune.
La commune a été reconnue en état de catastrophe naturelle au titre des dommages causés par les inondations et coulées de boue survenues en 1988, 1999, 2008 et 2009. Concernant les mouvements de terrains, la commune a été reconnue en état de catastrophe naturelle au titre des dommages causés par la sécheresse en 1989, 2003 et 2017 et par des mouvements de terrain en 1999.

## Politique et administration

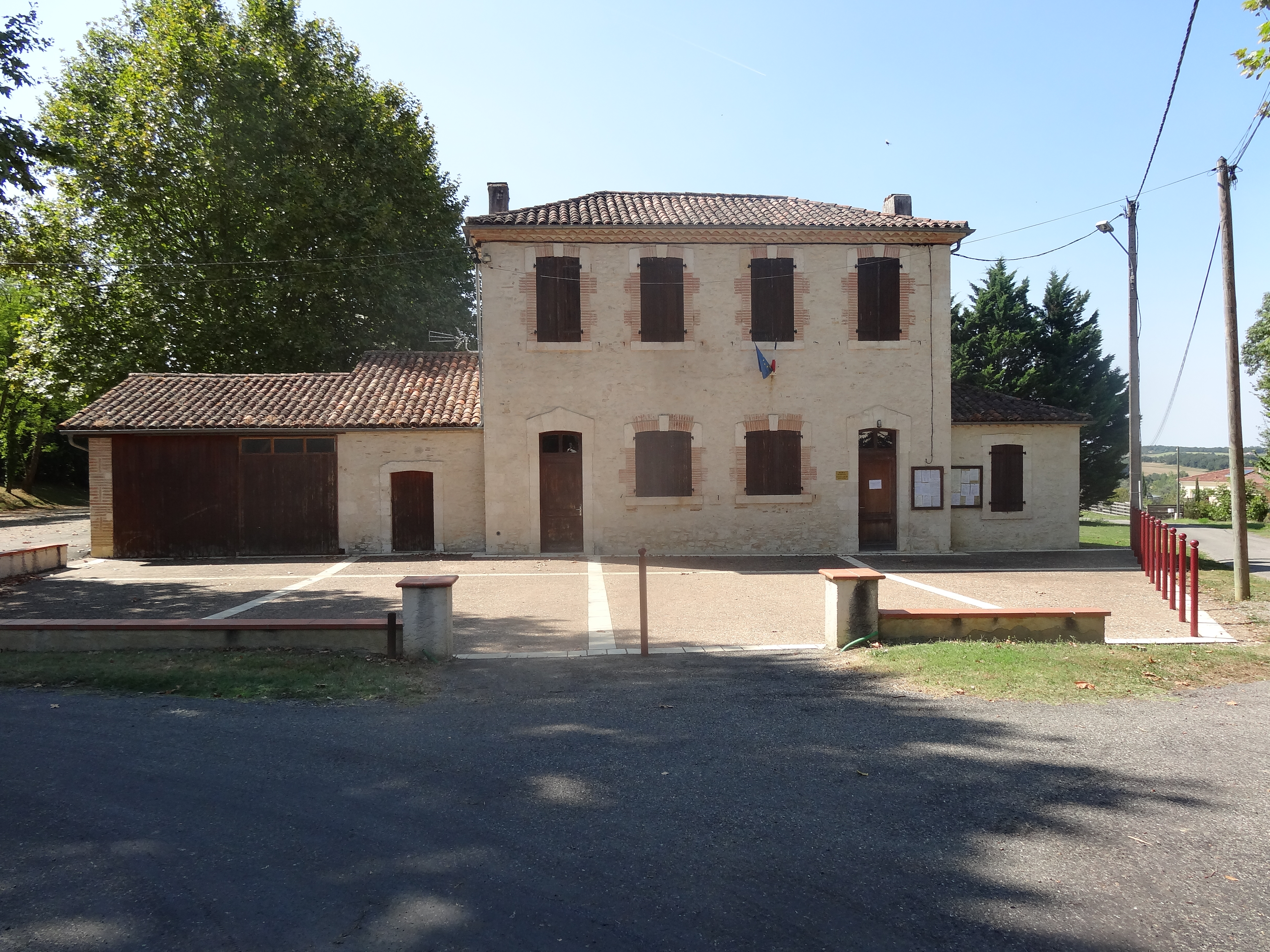
La mairie.

### Liste des maires
| Période                                  | Période  | Identité      | Étiquette | Qualité       |
| ---------------------------------------- | -------- | ------------- | --------- | ------------- |
| Les données manquantes sont à compléter. |          |               |           |               |
| mars 2001                                | 2014     | Gilbert Ulian |           |               |
| mars 2014                                | En cours | Olivier Bax   | DVD       | Fonctionnaire |

## Population et société

### Démographie
L'évolution du nombre d'habitants est connue à travers les recensements de la population effectués dans la commune depuis 1793. Pour les communes de moins de 10 000 habitants, une enquête de recensement portant sur toute la population est réalisée tous les cinq ans, les populations de référence des années intermédiaires étant quant à elles estimées par interpolation ou extrapolation. Pour la commune, le premier recensement exhaustif entrant dans le cadre du nouveau dispositif a été réalisé en 2005.

En 2022, la commune comptait 58 habitants, en évolution de −33,33 % par rapport à 2016 (Gers : +1,04 %, France hors Mayotte : +2,11 %).
| 1793 | 1800 | 1806 | 1821 | 1831 | 1841 | 1846 | 1851 | 1856 |
| ---- | ---- | ---- | ---- | ---- | ---- | ---- | ---- | ---- |
| 270  | 284  | 277  | 313  | 316  | 320  | 303  | 321  | 253  |

| 1861 | 1866 | 1872 | 1876 | 1881 | 1886 | 1891 | 1896 | 1901 |
| ---- | ---- | ---- | ---- | ---- | ---- | ---- | ---- | ---- |
| 269  | 244  | 231  | 221  | 209  | 220  | 216  | 214  | 175  |

| 1906 | 1911 | 1921 | 1926 | 1931 | 1936 | 1946 | 1954 | 1962 |
| ---- | ---- | ---- | ---- | ---- | ---- | ---- | ---- | ---- |
| 185  | 172  | 139  | 140  | 145  | 141  | 122  | 114  | 96   |

| 1968 | 1975 | 1982 | 1990 | 1999 | 2005 | 2006 | 2010 | 2015 |
| ---- | ---- | ---- | ---- | ---- | ---- | ---- | ---- | ---- |
| 85   | 81   | 73   | 62   | 53   | 72   | 73   | 82   | 87   |

| 2020 | 2022 | - | - | - | - | - | - | - |
| ---- | ---- | - | - | - | - | - | - | - |
| 63   | 58   | - | - | - | - | - | - | - |

## Économie

### Emploi
|                | 2008  | 2013  | 2018  |
| -------------- | ----- | ----- | ----- |
| Commune        | 0 %   | 3,8 % | 0 %   |
| Département    | 6,1 % | 7,5 % | 8,2 % |
| France entière | 8,3 % | 10 %  | 10 %  |

En 2018, la population âgée de 15 à 64 ans s'élève à 45 personnes, parmi lesquelles on compte 75 % d'actifs (75 % ayant un emploi et 0 % de chômeurs) et 25 % d'inactifs,. Depuis 2008, le taux de chômage communal (au sens du recensement) des 15-64 ans est inférieur à celui de la France et du département.
La commune est hors attraction des villes,. Elle compte 15 emplois en 2018, contre 12 en 2013 et 15 en 2008. Le nombre d'actifs ayant un emploi résidant dans la commune est de 35, soit un indicateur de concentration d'emploi de 42 % et un taux d'activité parmi les 15 ans ou plus de 48,3 %.
Sur ces 35 actifs de 15 ans ou plus ayant un emploi, 9 travaillent dans la commune, soit 25 % des habitants. Pour se rendre au travail, 85,7 % des habitants utilisent un véhicule personnel ou de fonction à quatre roues, 3,6 % s'y rendent en deux-roues, à vélo ou à pied et 10,7 % n'ont pas besoin de transport (travail au domicile).

### Activités hors agriculture
7 établissements sont implantés  à Mansempuy au 31 décembre 2019.
Le secteur de l'industrie manufacturière, des industries extractives et autres est prépondérant sur la commune puisqu'il représente 42,9 % du nombre total d'établissements de la commune (3 sur les 7 entreprises implantées  à Mansempuy), contre 12,3 % au niveau départemental.

### Agriculture
|               | 1988 | 2000 | 2010 | 2020 |
| ------------- | ---- | ---- | ---- | ---- |
| Exploitations | 14   | 10   | 12   | 8    |
| SAU (ha)      | 494  | 533  | 584  | 473  |

La commune est dans la Lomagne, une petite région agricole occupant le nord-est du département du Gers. En 2020, l'orientation technico-économique de l'agriculture  sur la commune est la polyculture et/ou le polyélevage. Huit exploitations agricoles ayant leur siège dans la commune sont dénombrées lors du recensement agricole de 2020 (14 en 1988). La superficie agricole utilisée est de 473 ha,,.

## Culture locale et patrimoine

### Lieux et monuments
- Église Saint-Martin médiévale[27] ;
- Château[27].

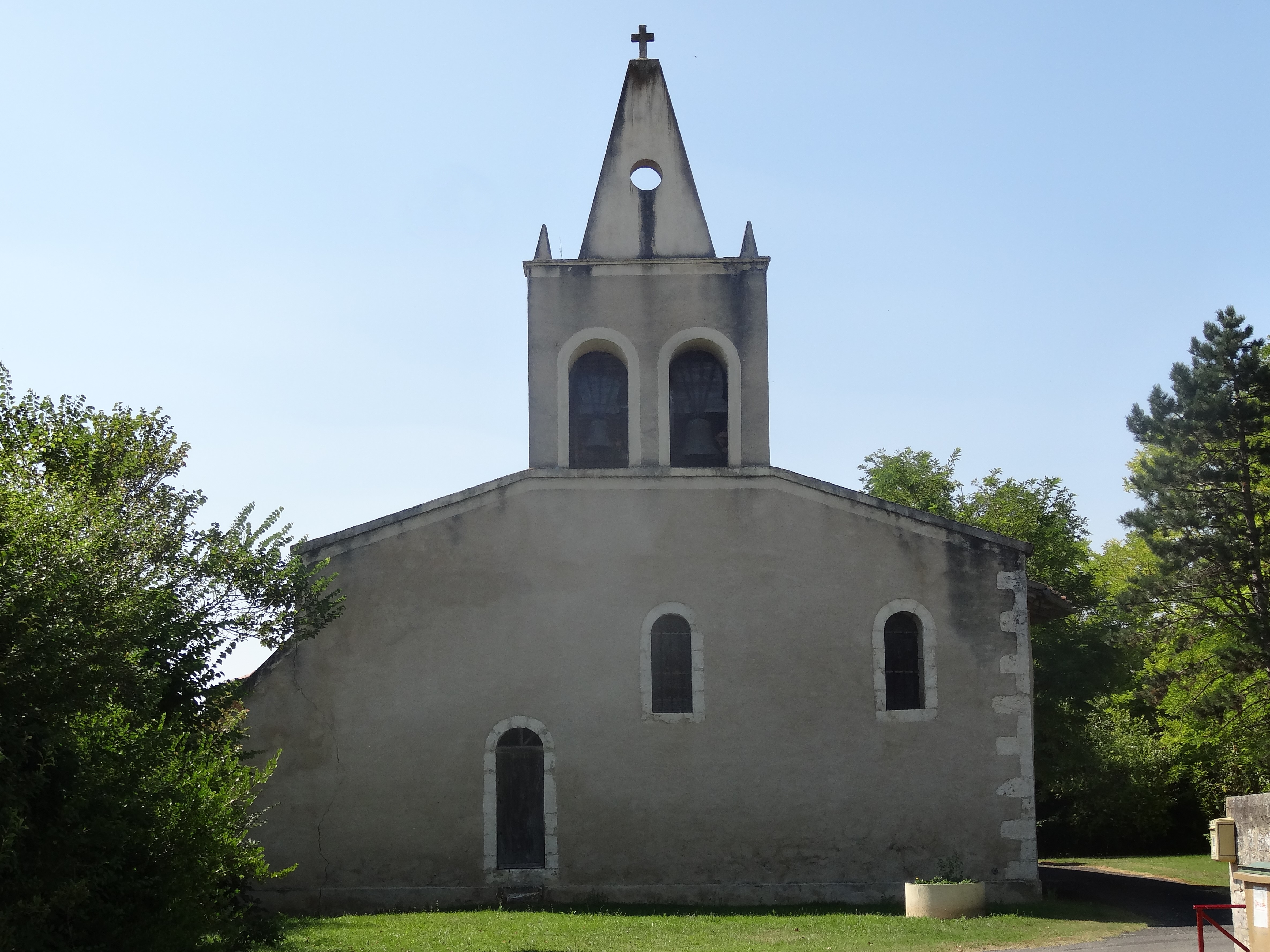
L'église Saint-Martin de Mansempuy.
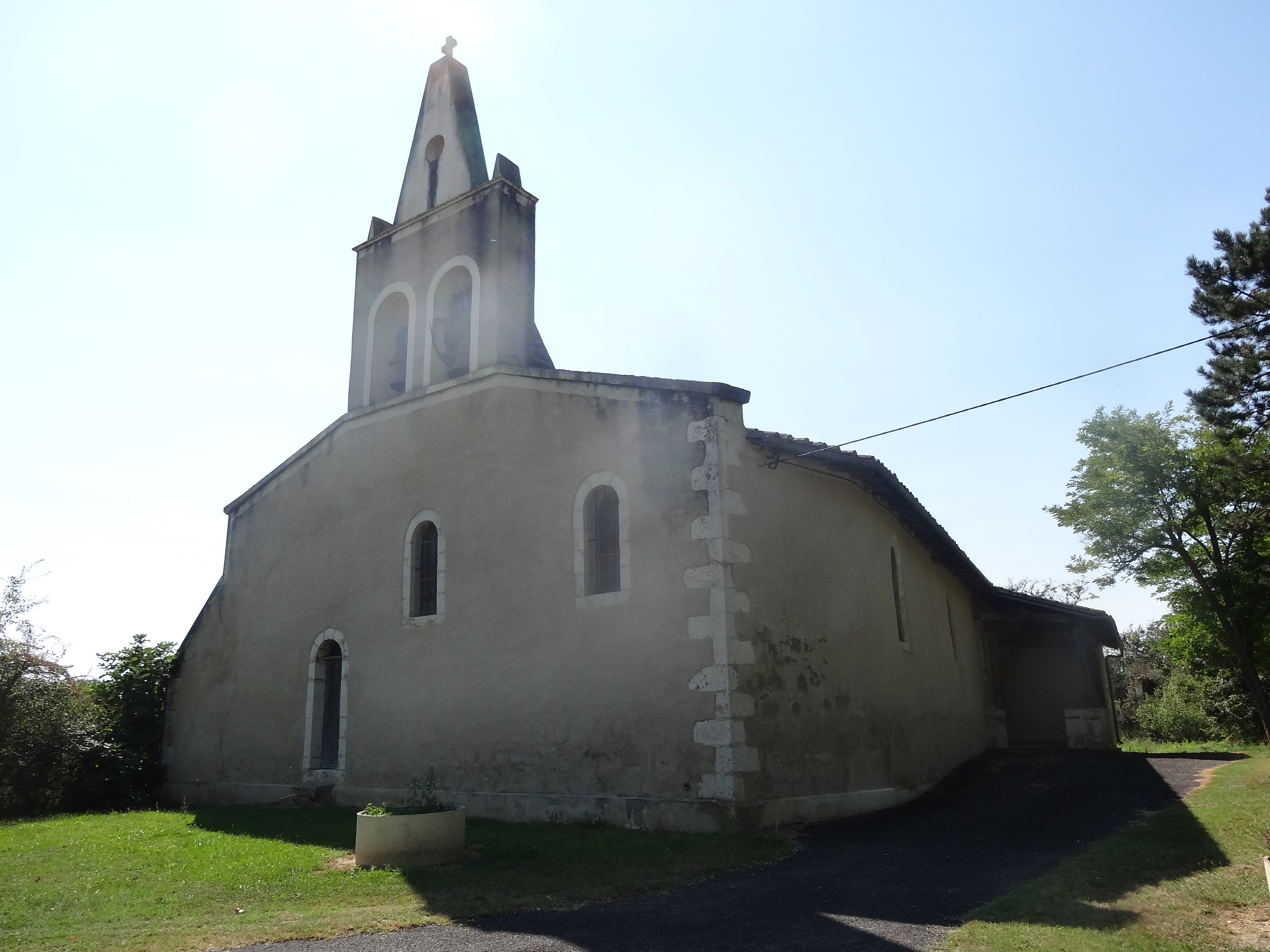
Autre vue de l'église.
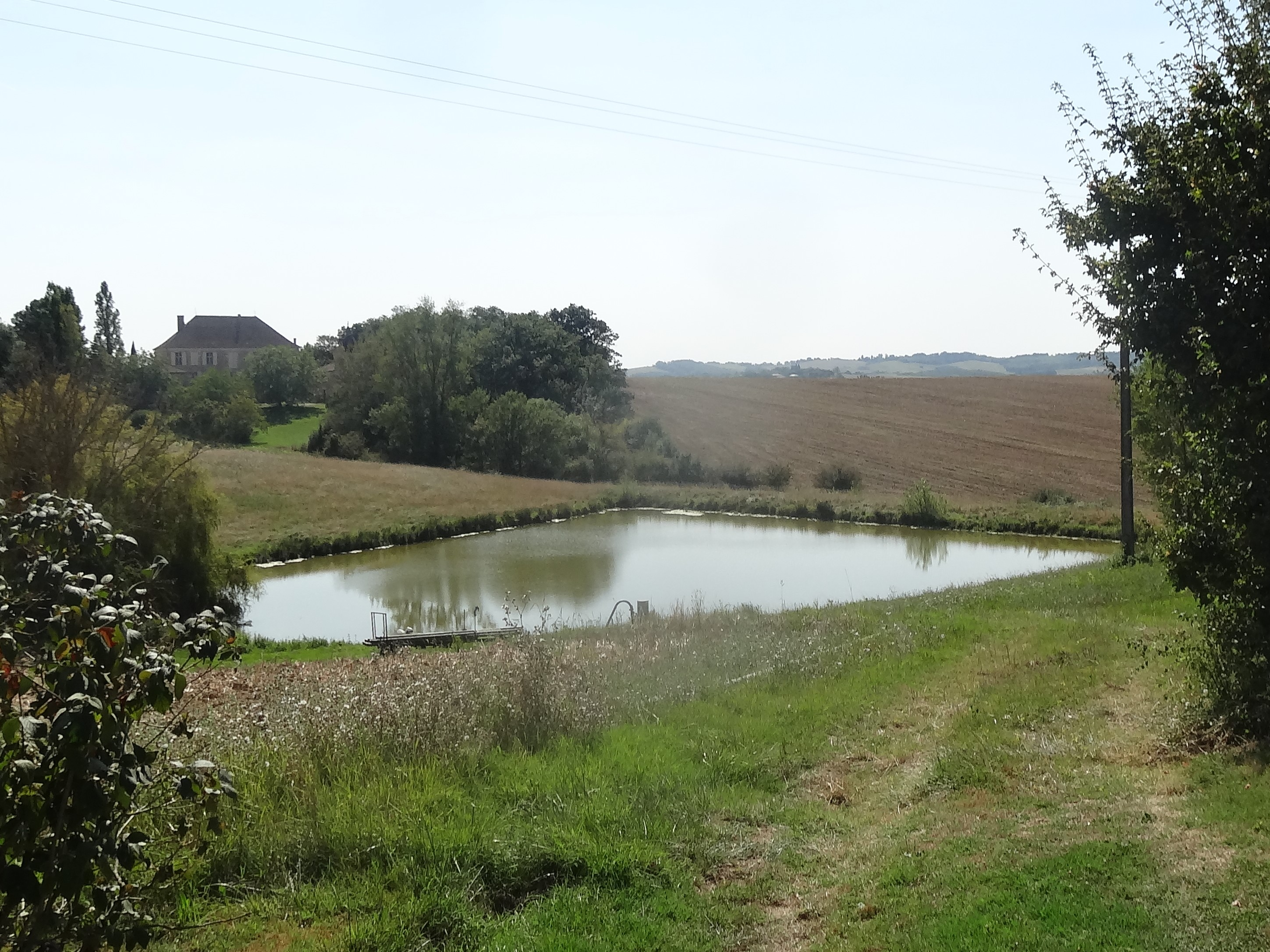
Lac surplombé par le château.
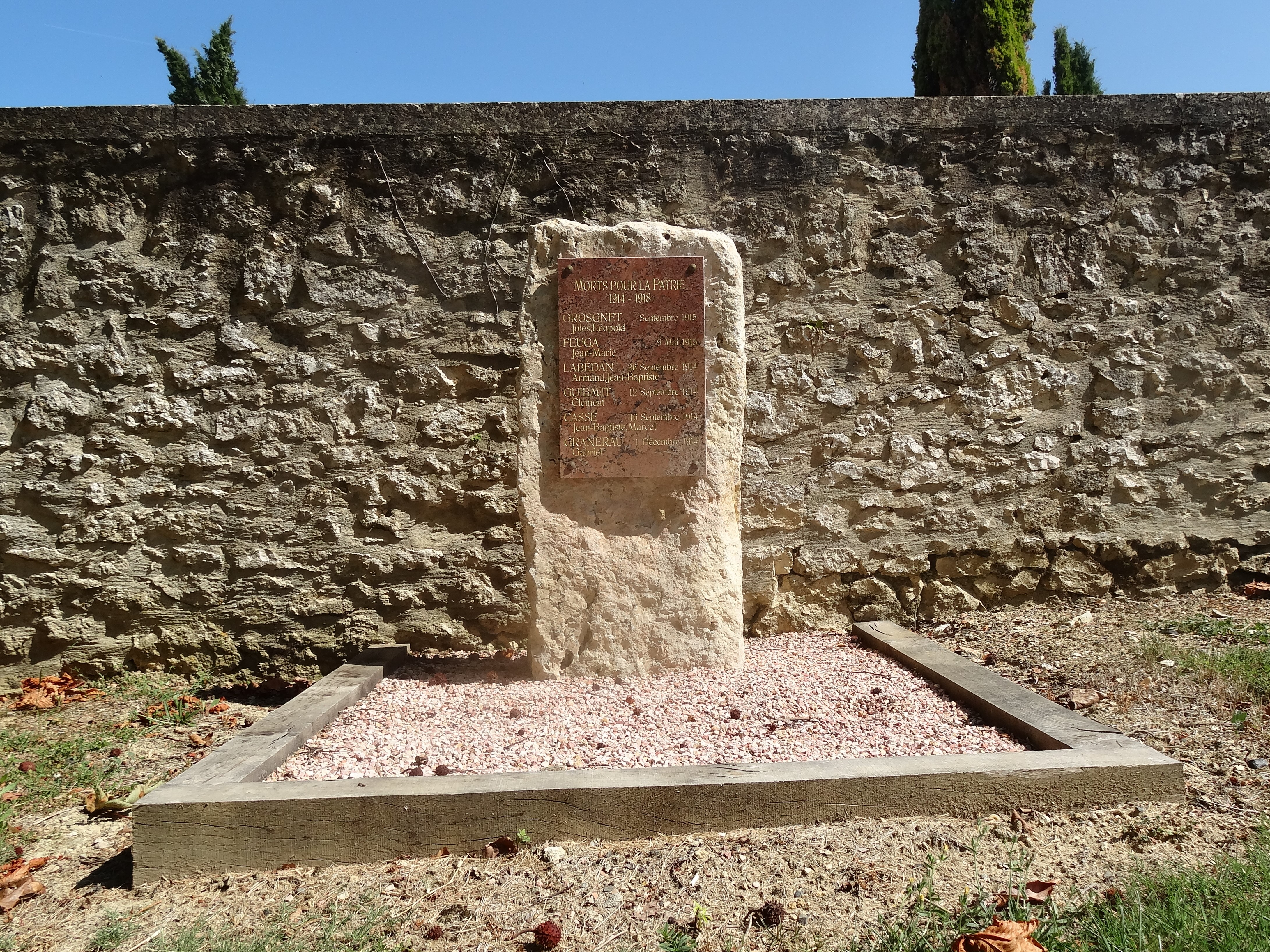
Le monument aux morts.
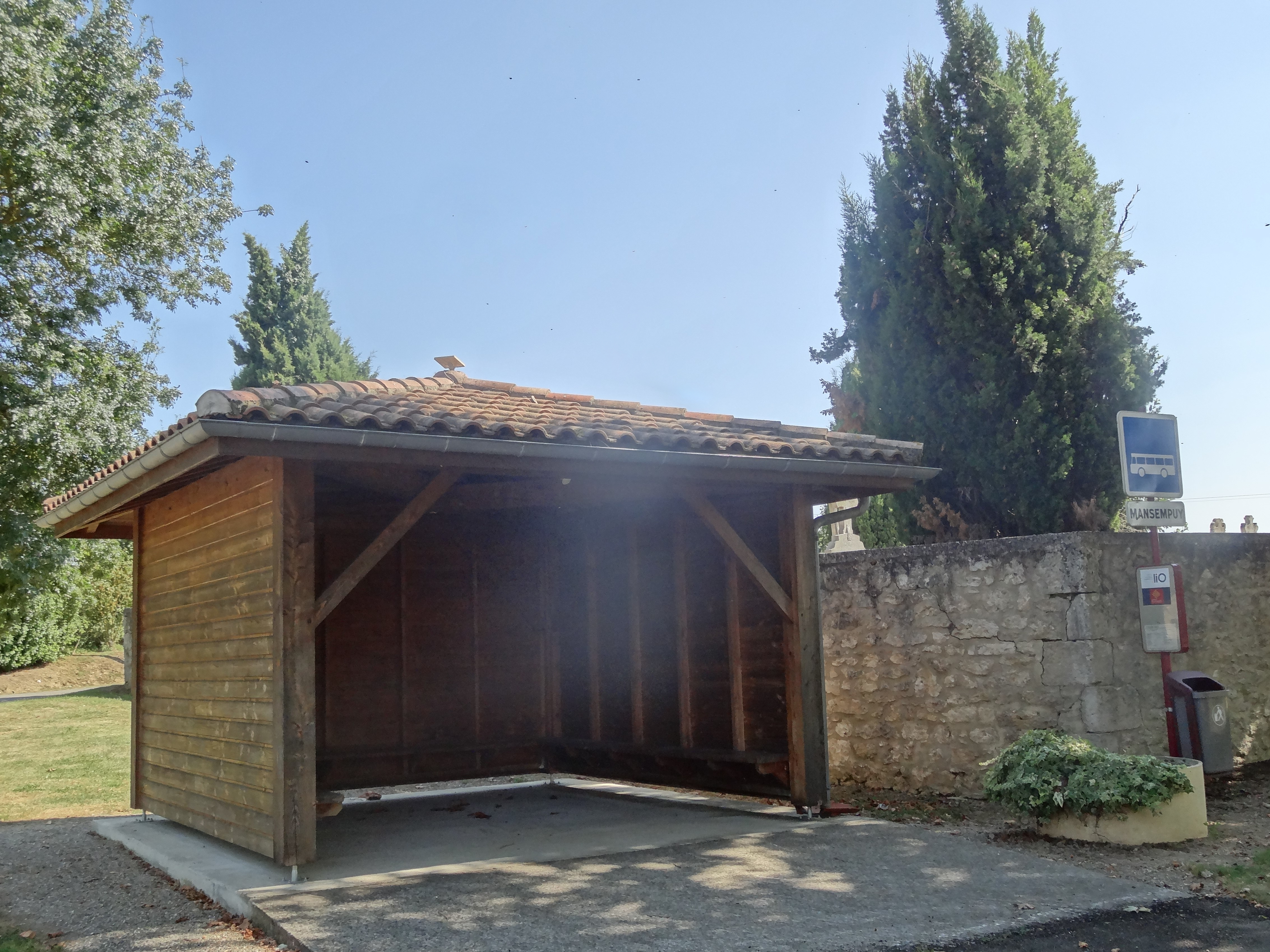
L'arrêt de bus.
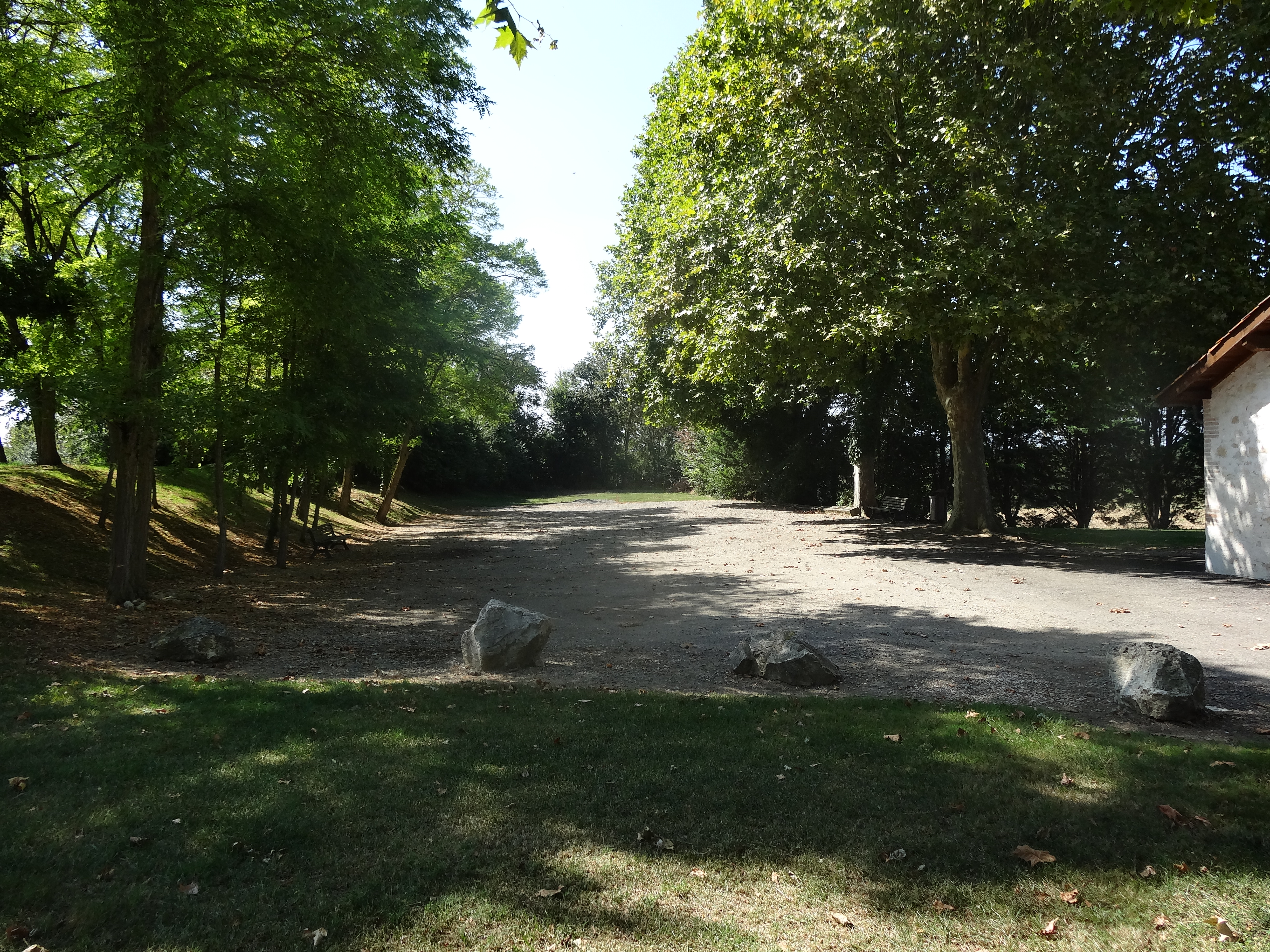
Le boulodrome.
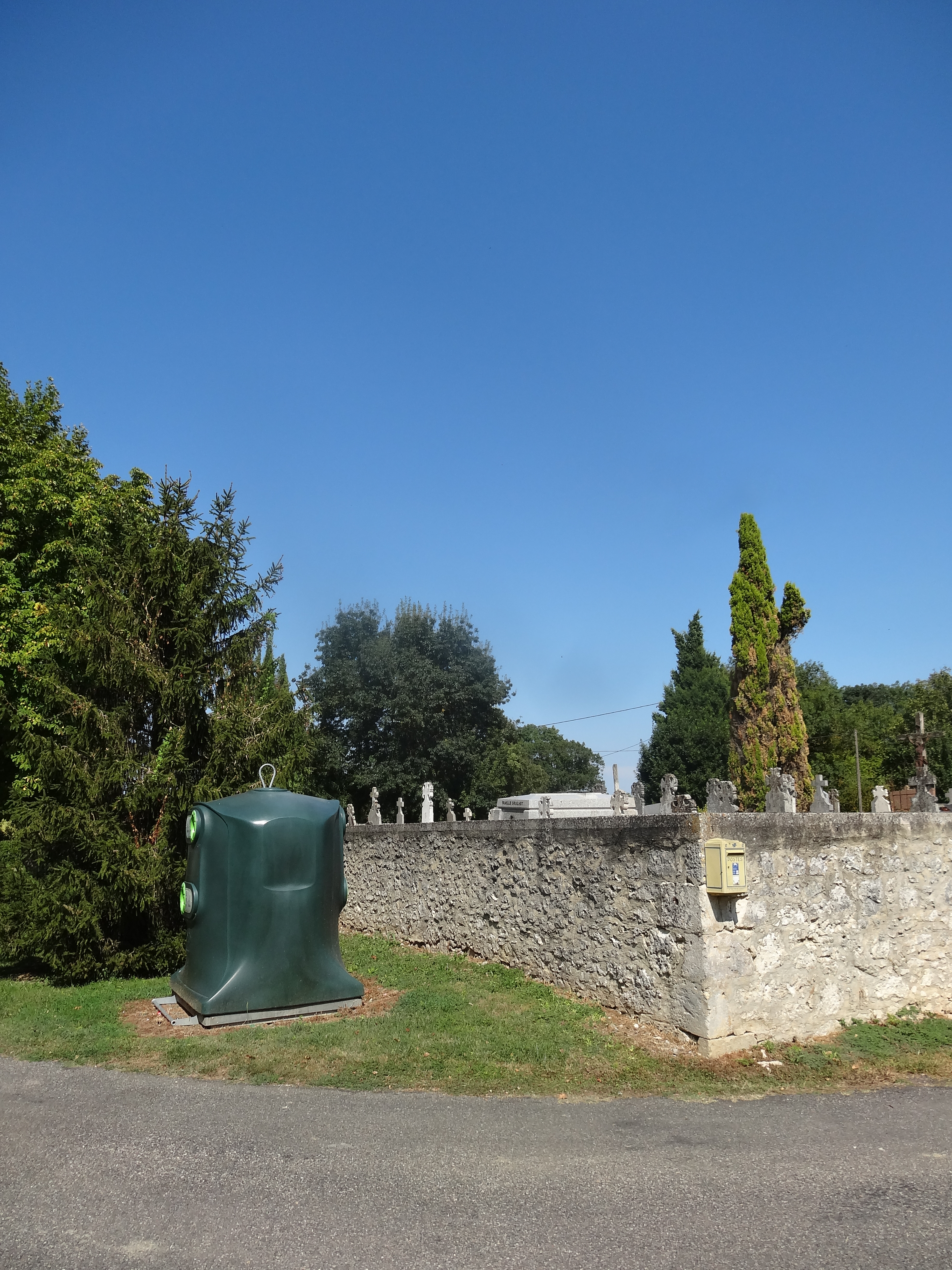
Le cimetière.
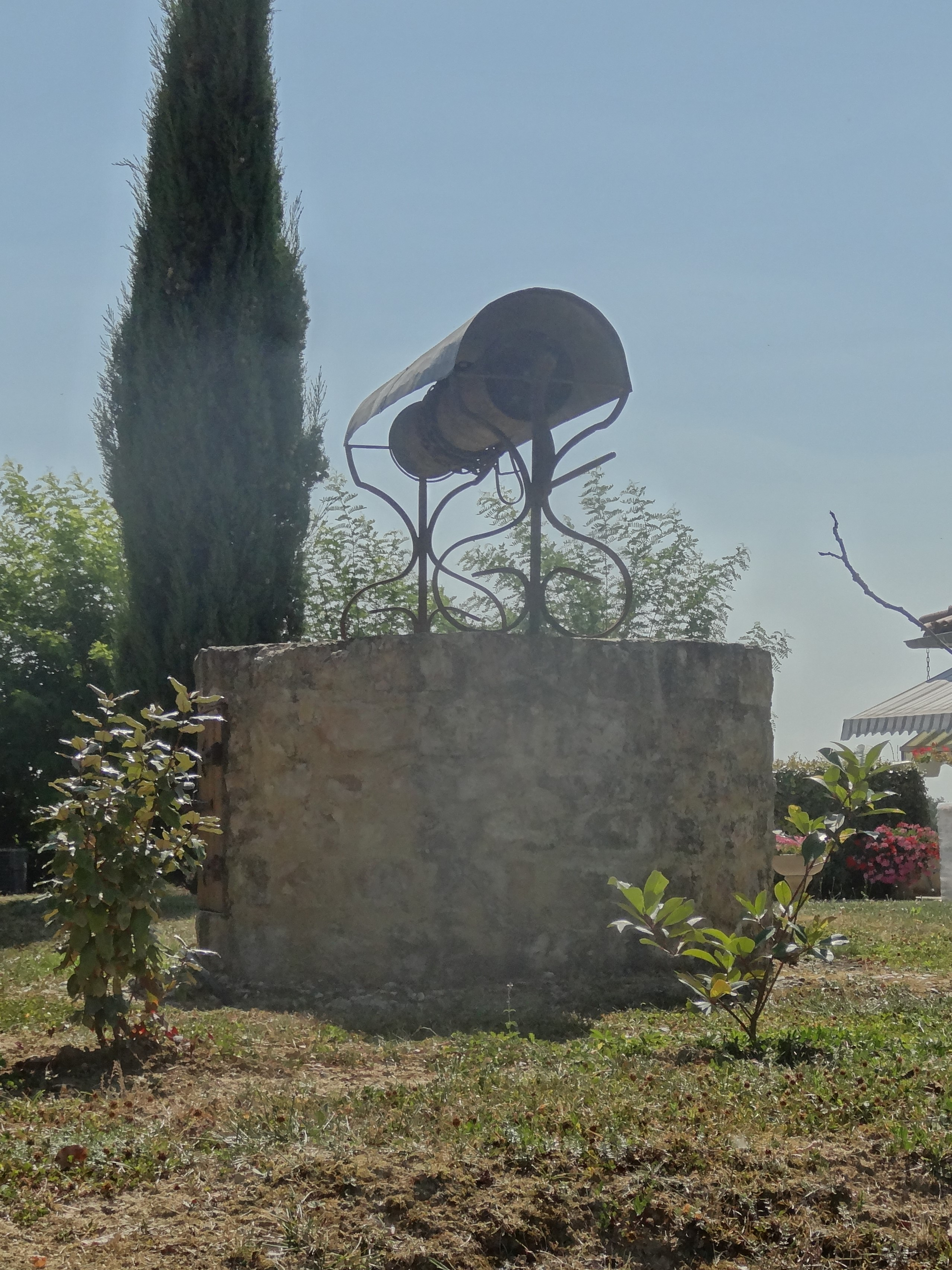
Un puits.

### Héraldique
| Blason de Mansempuy | Blason  | D'argent au pal d'azur.                          |
| Blason de Mansempuy | Détails | Le statut officiel du blason reste à déterminer. |